# Sturnia
A Sturnia a madarak osztályának verébalakúak (Passeriformes) rendjébe és a seregélyfélék (Sturnidae) családjába tartozó nem. Néha a Sturnus sorolják ezeket a fajokat is.

## Rendszerezésük
A nemet René Primevère Lesson francia ornitológus írta le 1837-ben, az alábbi fajok tartoznak ide:
- mandarinseregély (Sturnia sinensis)
- pagodaseregély (Sturnia pagodarum)
- andamani seregély (Sturnia erythropygia)
- szürkefejű seregély (Sturnia malabarica)
- Blyth-seregély (Sturnia blythii)